# Trainsalm
Die Trainsalm ist eine Alm am Südrand der Bayerischen Voralpen auf einer Höhe von 1300 m ü. A. im Gemeindegebiet von Thiersee in Tirol.
Sie liegt in einem Kessel östlich von Trainsjoch und Ascherjoch.
Die Alm gehört zum Trachenhof.

## Aufstiege
- von Süden aus dem Schmiedtal per Mountainbike oder zu Fuß
- aus dem Ursprungtal im Übergang von der Mariandlalm über den Trainspass